# Les Huguenots
Les Huguenots ("Os Huguenotes", em francês) é uma ópera do compositor alemão Giacomo Meyerbeer, com libreto de Eugène Scribe e Émile Deschamps. Teve a sua estréia mundial em Paris em 1836. Devido ao assunto da ópera, às vezes ela foi apresentada com títulos diferentes, tais como Os Guelfos e os Gibelinos ou Os Anglicanos e os Puritanos, dependendo do lugar da performance, para evitar tensões religiosas inflamadas nas plateias.
Durante o século XIX e no início do século XX, Les Huguenots era muito popular. Estreada mundialmente em 1836, foi apresentada mais de 1000 vezes na Opéra de Paris até 1903, mas como o resto das óperas de Meyerbeer perdeu a preferência no início do século XX e não faz mais parte do repertório operístico padrão. Todavia, há várias gravações completas existentes, incluindo uma famosa gravação pirata do Teatro alla Scala com Franco Corelli e Joan Sutherland. Nos últimos anos, a ópera tem sido eventualmente apresentada em forma de concerto, e revivida por companhias europeias, mais recentemente por três apresentações em novembro de 1999 em Bilbau. Além disso, uma peça instrumental desta ópera é tocada pelas Massed Bands da Household Division do exército britânico durante a cerimônia anual Trooping the Colour em junho.
Os cantores Dame Joan Sutherland e Richard Bonynge foram a maior força de influência na ressurreição desta ópera na segunda metade do século XX. Sutherland escolheu esta ópera para sua última performance no Sydney Opera House em 2 de Outubro de 1990, com Bonynge regendo a Opera da Austrália. Esta rica produção é especialmente memorável por causa das emoções em torno da despedida da diva - termina com talvez a mais longa ovação jamais vista naquele teatro. Está disponível em DVD da Australian Broadcasting Corporation.
Um motivo para a falta de reviver esta ópera é a grande dificuldade em selecionar o elenco para esta obra. Les Huguenots tem sete papéis principais—dois sopranos, um contralto, dois barítonos, um tenor, e um baixo. E ainda, o papel de tenor, Raoul, é um dos mais exigentes de todas as óperas. Ele fica no palco por longas partes de todos os cinco atos e a música deste papel é cheia de notas agudas extremamente difíceis.

## Sinopse
O enredo da ópera culmina com a histórica Noite de São Bartolomeu em 1572 na qual milhares de huguenotes franceses (protestantes) foram chacinados pelos católicos em um esforço de limpar a França de influência protestante. Embora os eventos do massacre sejam mostrados com relativa acuidade na ópera, o resto do enredo, primariamente relacionado ao amor entre a católica Valentine e o protestante Raoul, é criação de Scribe, o libretista.